# آن ديفيز
آن ديفيز (بالإنجليزية: Anne Davies)‏ هي راقصة على الجليد أمريكية، ولدت في 21 ديسمبر 1930 في بنسيلفانيا في الولايات المتحدة، وتوفيت في 25 فبراير 1995 في ليسبورغ في الولايات المتحدة.